# Loch Lyon
Le loch Lyon (en gaélique écossais Loch Liobhunn/Loch Lìomhann) est un plan d'eau douce situé dans la vallée dite Glen Lyon, dans le Perthshire, en Écosse. Il est alimenté par la rivière Lyon. 
Le loch d'origine naturelle a été beaucoup agrandi par un barrage hydro-électrique. Ce barrage fait partie du réseau  hydro-électrique Breadalbane du nord de l'Écosse.